# Ceratojoppa seyrigi
Ceratojoppa seyrigi är en stekelart som beskrevs av Heinrich 1938. Ceratojoppa seyrigi ingår i släktet Ceratojoppa och familjen brokparasitsteklar. Inga underarter finns listade i Catalogue of Life.